# Cantone di Vallées de l'Ousse et du Lagoin
Il cantone di Vallées de l'Ousse et du Lagoin è una divisione amministrativa dell'arrondissement di Pau.
È stato costituito a seguito della riforma approvata con decreto del 25 febbraio 2014, che ha avuto attuazione dopo le elezioni dipartimentali del 2015.

## Composizione
Comprende i seguenti 29 comuni:
- Aast
- Angaïs
- Barzun
- Baudreix
- Bénéjacq
- Beuste
- Boeil-Bezing
- Bordères
- Bordes
- Coarraze
- Espoey
- Ger
- Gomer
- Hours
- Igon
- Labatmale
- Lagos
- Lestelle-Bétharram
- Limendous
- Livron
- Lourenties
- Lucgarier
- Mirepeix
- Montaut
- Nousty
- Ponson-Dessus
- Pontacq
- Saint-Vincent
- Soumoulou